# Антић
Антић је српскохрватско презиме. Спада међу 500 најчешћих презимена у Србији, Босни и Херцеговини и Хрватској. Потиче од имена Антонија. Може се односити на следеће особе:
- Александар Антић (1969), српски политичар
- Бошко Антић (1944–2007), фудбалер босанских Срба
- Чедомир Антић (1974), српски историчар, политички активиста
- Дејан Антић (1968), српски велемајстор
- Игор Антић (1962), француско-српски визуелни уметник
- Иван Антић (1923–2005), српски архитекта
- Мика Антић (1932–1986), југословенски песник, филмски редитељ
- Милош Антић (1989), српски фудбалер
- Никола Антић (1994), српски фудбалер
- Перо Антић (1982), македонски кошаркаш
- Радомир Антић (1948-2020), српски фудбалски менаџер
- Сава Антић (1930–1998), српски фудбалер и менаџер
- Светлана Мугоша-Антић (1964), српска рукометашица